# Utz Maas
Utz Maas (* 24. November 1942 in Bonn) ist ein deutscher Sprachwissenschaftler. Er lehrte von 1976 bis 2009 als Professor für Allgemeine und Romanische bzw. Germanische Sprachwissenschaft an der Universität Osnabrück.

## Leben
Maas studierte Romanistik, Allgemeine und Vergleichende Sprachwissenschaft und Philosophie und promovierte im Jahr 1968 an der Universität Freiburg im Breisgau mit Untersuchungen zur Phonologie und Phonetik der (okzitanischen) Mundart von Couzou im französischen Département Lot. Maas war anschließend wissenschaftlicher Mitarbeiter an der TU Berlin, wo er sich 1971 habilitierte (Allgemeine Linguistik und Romanische Sprachwissenschaft). 
1975 wurde er Professor für Textwissenschaft an der Universität Roskilde in Dänemark. Seit 1976 war er Professor für Allgemeine und Romanische Sprachwissenschaft an der Universität Osnabrück (seit 1979 Allgemeine und Germanische Sprachwissenschaft). Maas war mehrfach Gastprofessor in Frankreich, Marokko und Ägypten. Er hat seit 2007 eine Honorarprofessur am Institut für Sprachwissenschaft an der Karl-Franzens-Universität Graz inne. Maas war in Osnabrück Mitglied des Instituts für Migrationsforschung und Interkulturelle Studien. 2009 wurde er emeritiert. Seitdem forscht und lehrt er in Graz.
Utz Maas veröffentlichte zahlreiche Bücher und Aufsätze zu vielen Themen der Sprachlehre/Sprachpädagogik, Orthografie, Phonologie, Sprachgeschichte. Im Kontext der 1968 noch aktuellen Entnazifizierungaufgabe befasste er sich auch mit der Geschichte der Sprachwissenschaft und Sprachpolitik in der Zeit des Nationalsozialismus, was ihn zu fachhistorischen Arbeiten (Biografien verfolgter Sprachwissenschaftler im Dritten Reich) und zur allgemeineren Erforschung der Sprache im Exil führte. Ein weiterer Schwerpunkt seiner Forschungen ist die Sprachtypologie, wo er umfassende Studien zum Arabischen vorlegte. Sein „Lebenswerk“ ist die 2010 vorgelegte Dokumentation Verfolgung und Auswanderung deutschsprachiger Sprachforscher 1933–1945, die seit 2018 als Onlinewerk weitergeführt wird.

## Schriften (Auswahl)
- „Als der Geist der Gemeinschaft eine Sprache fand“. Sprache im Nationalsozialismus. Versuch einer historischen Argumentationsanalyse. Westdeutscher Verlag, Opladen 1984, ISBN 3-531-11661-4.
- Sprachpolitik und politische Sprachwissenschaft. 7 Studien (= Suhrkamp-Taschenbuch Wissenschaft. 799). Suhrkamp, Frankfurt am Main 1989, ISBN 3-518-28399-5.
- Grundzüge der deutschen Orthographie (= Reihe Germanistische Linguistik. 120). Niemeyer, Tübingen 1992, ISBN 3-484-31120-7.
- Phonologie. Einführung in die funktionale Phonetik des Deutschen (= Studienbücher zur Linguistik. 2). Westdeutscher Verlag, Opladen u. a. 1999, ISBN 3-531-12874-4.
- mit El-Sayed Selmy und Mostafa Ahmed: Perspektiven eines typologisch orientierten Sprachvergleichs Deutsch–Arabisch/Arabisch–Deutsch. Echnaton, Kairo 2000, ISBN 977-5939-02-X.
- Verfolgung und Auswanderung deutschsprachiger Sprachforscher 1933–1945. 2 Bände (Bd. 1: Dokumentation. Biobibliographische Daten A–Z. Bd. 2: Auswertungen. Verfolgung – Auswanderung – Fachgeschichte – Konsequenzen.). Stauffenburg, Tübingen 2010, ISBN 978-3-86057-016-6 (Auch als CD-Rom) (Rezension in H-Soz-Kult).[1] Ab 2018 vom ZFL als Datenbank, die weiter verbessert wird, Online gestellt:

Leibniz-Zentrum für Literatur und Kulturforschung, Onlinedatenbank: Verfolgung und Auswanderung deutschsprachiger Sprachforscher 1933–1945. Begründet von Utz Maas.
- als Hg.: Orat und Literat (= Grazer linguistische Studien. Heft 73, ISSN 1015-0498). Institut für Sprachwissenschaft der Universität Graz, Graz 2010.
- Marokkanisches Arabisch. Die Grundstrukturen (= LINCOM-Sprachlehrbücher. 04). LINCOM Europa, München 2011, ISBN 978-3-89586-427-8.
- Was ist Deutsch? Die Entwicklung der sprachlichen Verhältnisse in Deutschland. Unter Mitarbeit von Solvejg Schulz. Fink, München u. a. 2012, ISBN 978-3-7705-5272-6 (2., überarbeitete und erweiterte Auflage (= UTB. 8560). Ebenda 2014, ISBN 978-3-8252-8560-9).
- als Hg. mit Stephan Procházka: Moroccan Arabic in typological perspective (= STUF. Language Typology and Universals. Bd. 65, Nr. 4, ISSN 1867-8319). Akademie-Verlag, Berlin 2012.
- als Hg. mit Abderrahmane Assini: Marokkanisch arabische Texte (= Languages of the World. Text Collections. 33). Unter Mitarbeit von Sandra Ziagos. LINCOM Europa, München 2013, ISBN 978-3-86288-515-2.